# Seebach (Adelsgeschlecht)

Wappen derer von Seebach

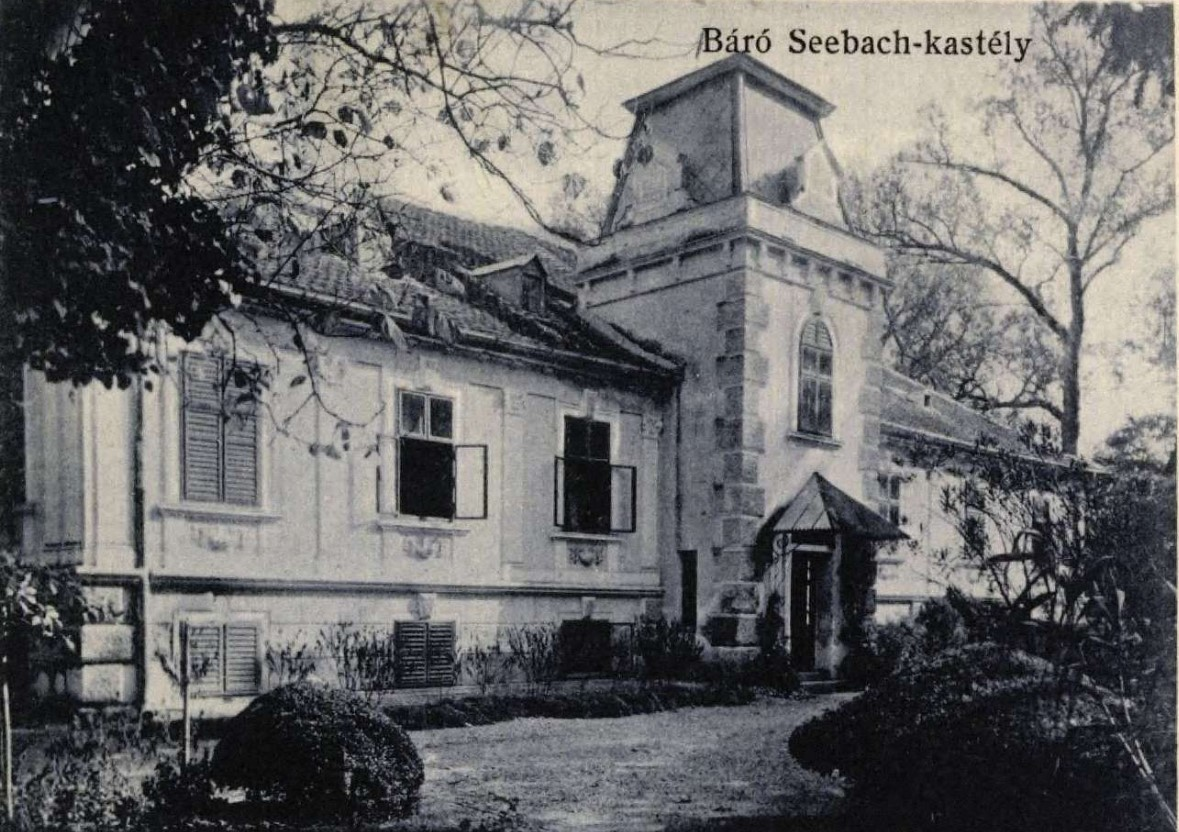
Schloss Seebach in Rábahídvég, Ungarn. Einer seiner Besitzer war Karl Freiherr von Seebach (1874–1934).

Die Familie von Seebach (Sebach, Seobach, Sebechi, Sobechi, Subach) ist ein altes, weit verbreitetes thüringisches Adelsgeschlecht, nach dem Ort Seebach in Thüringen benannt. Später wurden einige Vertreter in den Freiherren- und Grafenstand erhoben.

## Geschichte
Die Familie wird vermutlich mit Ado von Seebach schon zu Zeiten Karls des Großen genannt. Ein Werner von Seebach soll 1030 mit Graf Ludwig dem Bärtigen, dem Stammvater der Thüringer Landgrafen aus dem Geschlecht der Ludowinger, nach Thüringen gekommen sein.  Im Jahr 1114 wird ein Bebo von Seebach und  am 23. Juli 1123 die Herren von Sebeche genannt. Urkundlich erscheint das Geschlecht erstmals am 5. Juli 1206 mit Ekkehardus de Sebeke, nachfolgend 1225 mit Albert von Sobech und 1227/1231/1233 mit Dietrich von Subach. Die Stammreihe beginnt erst 1322 mit dem gräflich-schwarzburgischen Rat Werner von Seebach. Ein Lutz von Seebach soll das Stammhaus bei Langensalza erbaut haben. Ernst von Seebach war von 1326 bis 1336/37 Propst des Stiftes Neumünster in Würzburg. Thilo von Seebach 1404 war Hofmeister am Hofe der Grafen von Schwarzburg.

## Wappen
Auf silbernem Schild drei (2:1) rote Seeblätter. Auf dem Helm mit rot-silbernen Decken ein rot gekleideter bärtiger Mannesrumpf mit spitzer silber gestulpter roter Mütze. Das Wappen ist in den Kirchen von Kammerforst und Kleinfahner im Kirchenfenster verewigt.
Das gleiche Wappenbild, mit leicht veränderter Helmzier (Kleidung und Mütze rot-weiß gestreift) trug das Herzogtum Sachsen-Wittenberg, dass es von den wappengleichen Grafen von Engern und  Brehna übernommen hat. Auch der Wittenberger Vorort Seegrehna, 1004 als Grodisti erwähnt, deutet auf diese Verwandtschaftsbeziehung hin.

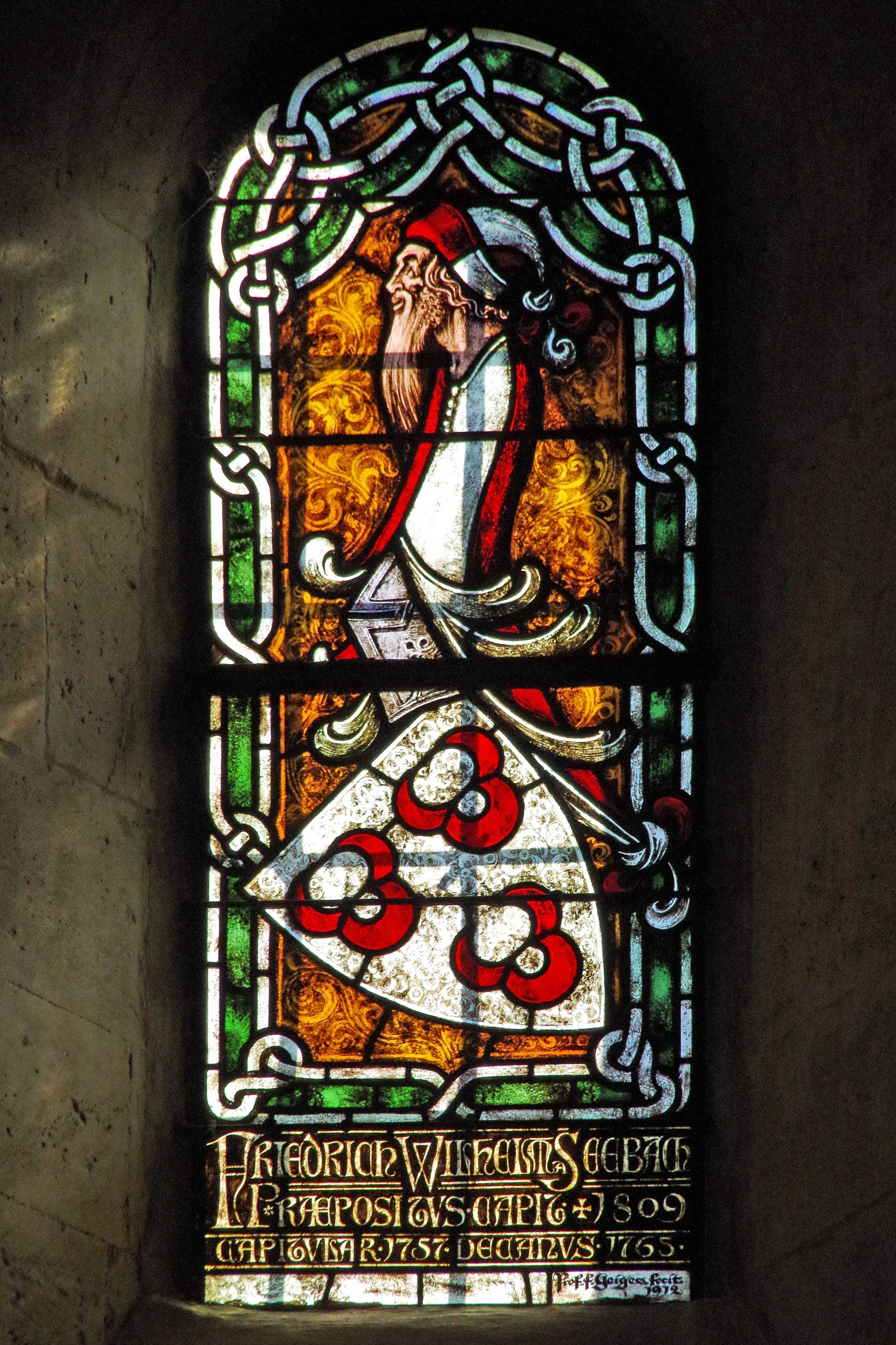
Fenster des Friedrich Wilhelm von Seebach im Naumburger Dom

## Bekannte Familienmitglieder
- Hans von Seebach (um 1380–nach 1422), Amtmann von Ziegenrück
- Hans August von Seebach († 1779), kurpfälzischer Kammerherr
- Ottocar Johann Ernst Ludwig von Seebach (* um 1712–1781), sachsen-gothaischer Geheimer Rat und Konsistorialpräsident 
  - Ernst Ludwig Christian von Seebach, hannoverscher Oberforstmeister in Göttingen
    - Christian von Seebach (1793–1865), Oberforstmeister, Schöpfer des modifizierten Buchenhochwaldbetriebes
- Friedrich Wilhelm von Seebach (1728–1809), Probst, dann Domdechant am Naumburger Dom[2]
- Johann August Alexander von Seebach (* 1731), Residens am Naumburger Dom[2]
- Friedrich Johann Christoph Heinrich von Seebach (1768–1847), preußischer Generalmajor
- Charlotte von Ahlefeld, geb. von Seebach (1777–1849), Schriftstellerin
- Camillo von Seebach (1808–1894), deutscher Politiker
- Hans Carl Heinrich von Seebach (1809–1877), deutscher Kommunalpolitiker
- Albin Leo von Seebach (1811–1884), sächsischer Diplomat, Mitglied der ersten Kammer des Sächsischen Landtages
- Karl Albert Ludwig von Seebach (1839–1880), Geologe und Paläontologe
- Freiherr Hans Georg Friedrich Werner von Seebach (1851–1895), Reitsportler, Mausoleum in Ziegelsdorf in (Oberfranken)
- Lothar von Seebach (1853–1930), deutscher Maler und Radierer
- Nikolaus Graf von Seebach (1854–1930), königlich-sächsischer Kammerherr, wirklicher Geheimer Rat, Generaldirektor der königlichen-musikalischen Kapelle und der Hoftheater und Rittmeister
- Arthur von Seebach (1856–1916), preußischer Generalleutnant
- Thilo von Seebach (1890–1966), deutscher Vizeadmiral
- Hans Ado von Seebach (1897–1983), Ordensschatzmeister des Johanniterordens[3]